# Brama Laurińska

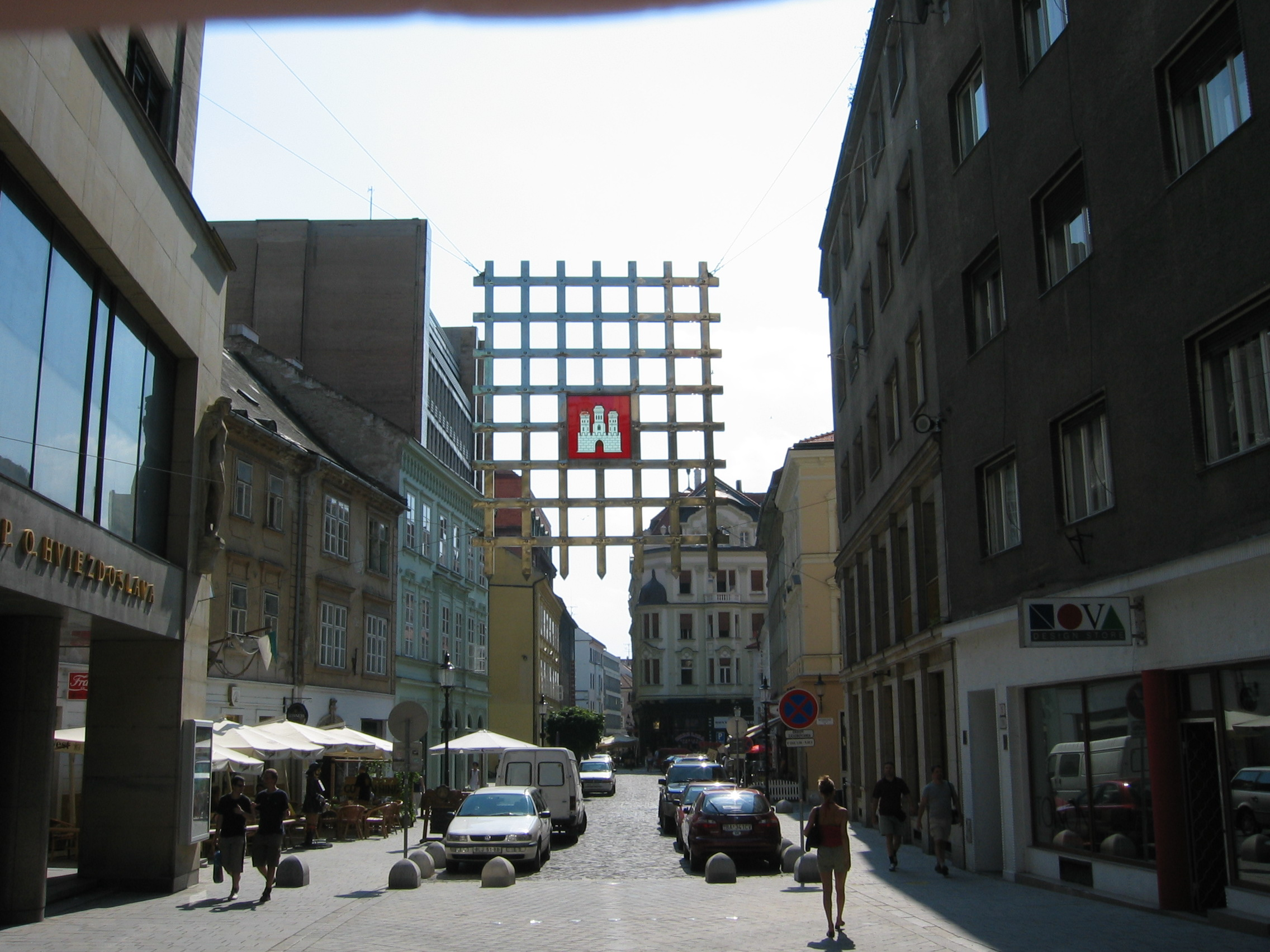
Ulica Laurinská wraz z zawieszoną na linach kratą w miejscu dawnej Bramy Laurińskiej

Brama Laurińska (Brama Wawrzyniecka; słow. Laurinská brána) – wschodnia brama miejska, jedna z czterech bram dawnej Bratysławy. Swoją nazwę zawdzięcza temu, iż znajdowała się blisko kościoła pod wezwaniem św. Wawrzyńca. W odniesieniu do współczesnego układu miasta znajdowała się ona pomiędzy Teatrem Pavla Országha Hviezdoslava a pasażem Centrum.

## Historia
Brama została zbudowana w XIII wieku, natomiast pierwsze wzmianki o jej istnieniu pojawiły się w 1412 roku. Została ona zburzona w 1778 roku. Jej naziemne pozostałości zostały usunięte w czasie II wojny światowej.
Obecnie znajduje się w tym miejscu krata zawieszona na linach, która ma symbolizować dawne miejskie fortyfikacje.